# كوأوجي أوكادا
كوأوجي "كوزي" أوكادا (岡田耕始 أوكادا كوأوجي) ولد في ( 22 فبراير 1964) هو مصمم ومنتج ألعاب ياباني. بدأ حياته المهنية في أوائل 1980 على فترات في Universal Technos و تيكمو، وأصبح أوكادا أحد مؤسسي أطلس في عام 1986، وقد شارك في إنشاء سلسلتي ميغامي تينسي و بيرسونا. بعد تركه لشركة أطلس في عام 2003، قام أوكادا بإنشاء ستوديو Gaia، وقاد الستوديو حتى قام بحله في 2010.

## الأعمال
- لابرينث (المتاهة) (1987) - مصمم
- دجيتل ديفيل ستوري: ميغامي تينسي 1(1987) - إخراج
- دجيتل ديفيل ستوري: ميغامي تينسي 2 (1990) - إخراج
- Quiz Marugoto The World (1991) - دعم إنشاء الاختبار
- شين ميغامي تينسي (1992) - مبرمج
- شين ميغامي تينسي الثاني (1994) - مخرج
- شين ميغامي تينسي إف... (1994) - المخرج
- شين ميغامي تينسي: الشيطان المستدعي - المخرج
- ريفلوشنز: بيرسونا (1996) - مخرج
- الشيطان المستدعي: سول هاكرز (1997) - إخراج
- كارتيا: كلمة القدر (1998) - منتج
- بيرسونا 2: خطيئة الأبرياء (1999) - منتج
- بيرسونا 2: العقوبة الأبدية (2000) - منتج
- ماكن إكس (1999) - منتج
- الساحر: حكاية أرض فورساكن (2001) - منتج تنفيذي
- شين ميغامي تينسي: Devil Children - Light Book and Dark Book (2002) - منتج
- شين ميغامي تينسي: تسعة (2002) - منتج
- شين ميغامي تينسي: Nocturne (2003) - منتج
- شين ميغامي تينسي: Digital Devil Saga (2004) - منتج تنفيذي
- مملكة الوحوش: Jewel Summoner (2006) - منتج
- فولكلور (2007) - منتج مبدع
- الروح المشفرة: فكرة Uketsugareshi (2008) - منتج

## روابط خارجية
- كوأوجي أوكادا على موقع ميوزك برينز (الإنجليزية)